# Битва при Суфиане
Битва при Суфиане — сражение, произошедшее 6 ноября 1605 года, одна из самых крупнейших битв в противостоянии Османской империи и Сефевидской державы, в ходе войны 1603—1618 годов. Произошла в местечке Суфиан, рядом с Тебризом. Завершилась полным разгромом османских войск и освобождением Азербайджана (область на северо-западе Ирана) и далее всего Закавказья от османской власти.

## Предыстория
В марте 1590 года между Османской империей и державой Сефевидов был подписан Стамбульский договор, в соответствии с которым Сефевиды потеряли Закавказье. Несмотря на поражение в войне 1590 года, шах Аббас I Великий после подписания договора принялся за укрепление своей армии. Воспользовавшись тем, что Османская империя оказалась вовлечена в длительную войну с Габсбургами, он принялся за энергичное реформирование своей армии. Были сформированы: гвардейский корпус шахских курчиев (кавалерия), кавалерийская гвардия шахсеванов (из числа кызылбашей), полки мушкетеров (туфенгчи), шахских гулямов. Все войска были поделены по областям державы. Разгромив Шейбанидов, обезопасив свои восточные границы, шах Аббас приступил к отвоеванию потерянных в ходе предыдущей войны с османами земель. Когда в 1603 году к преследовавшим Османскую империю несчастьям добавилась ещё и смерть султана Мехмеда III, шах Аббас решил возобновить военные действия.
В 1604 году османский командующий Джигалазаде Синан-паша отправился из Стамбула в Эрзурум в поход по подавлению восстания в Анатолии и для возвращения османских крепостей и территорий, проигранных шаху Аббасу. Очевидно, что он пытался достичь первой из этих задач не путём нападения на джелалиев, а путём их набора в свою армию. Поход против Сефевидов начался с марша через Эриван в направлении Ширвана, где его сын Махмуд-паша был губернатором. По словам Искандер-бека Мюнши, шах Аббас ожидал его прохода и уничтожил посевы в области Карса и разорил территорию между Карсом и Эрзурумом с целью лишить Джигалазаде снабжения. В начале ноября, ожидания возвращения Джигалазаде, он распустил бо̀льшую часть своей армии. Однако, несмотря на поздний сезон, Османы продолжили наступление за Эриваном. При всём желании распустивший бо̀льшую часть своей армии шах не был готов к сражению. Вместо этого он систематически опустошил сельскую местность на пути следования Джигалазаде, намереваясь, согласно Искандер-беку, атаковать Османов в узком проходе за Араксом, явно в местности, где рельеф компенсировал бы его недостаток в живой силе. Однако к тому времени из худобы захваченных его патрулями коней ему стало очевидно, что османская армия испытывает недостаток в фураже. Это было свидетельством тому, что его стратегия работает. Вскоре после этого он узнал, что Османы отступили.
Искандер-бек Мюнши подтверждает написанное османскими источниками то, что это было результатом мятежа. Согласно ему, войска — в частности, янычары — снесли палатку командующего в знак протеста против его упрямства продолжать поход за Карсом в поздний сезон. Сообщающий о том же эпизоде Ибрахим Печеви описывает недовольство войск в отношении направления похода в Ширван, цитируя их насмешку над Джигалазаде в отношении его итальянского происхождения и бывшую адмиральскую должность: «Если ты выступаешь в морской поход, то отправляешься навестить своего отца; если выступаешь в сухопутный поход, то хочешь навестить своего сына». Кятиб Челеби, обобщающий османские рассказы, добавляет к этому возражения войск, что не представлялось возможным преследовать с тяжело груженной армией высокомобильного шаха, а также их отказ принять план командующего по зимовке в Гяндже или Карабахе. Вдобавок к этому, по-видимому, не было ясности и насчёт непосредственной цели похода. Согласно Кятибу Челеби, Джигалазаде намеревался захватить шаха в плен. Тем не менее, он ответил отказом на предложение Кёсе Сафар-паши Эрзурумского, Ахмед-паши Сивасского и Аладжа Атлу-паши преследовать шаха с 10 000 войск джелалиев. По Печеви, командиры напомнили Джигалазаде, что одной из его обязанностей также являлось разбитие мятежников: «Если мы покорим шаха и ограбим его людей, то всё богатство и  слава достанутся тебе, а честь — падишаху. Но если шах разобьёт и уничтожит нас, это будет большой удачей для падишаха, поскольку все эти джелалии будут уничтожены и змея будет раздавлена рукой врага». Тем не менее, вместо этого армия возвратилась в направлении Тебриза, а оттуда — в Ван, где Джигалазаде предложил перезимовать. В противоположность этой неразберихе в планировании, шах Аббас следовал чёткой стратегии отступления перед османским наступлением и лишения их армии продовольствия посредством грабежа их фуражиров и очищения сельской местности как от населения, так и запасов. Это была та же тактика, которую шах Тахмасиб I крайне успешно использовал против армий Сулеймана I в предыдущем столетии.
Кятиб Челеби особо подчёркивает безрассудство Джигалазаде в отходе в Ван. Согласно его версии событий, опытные военачальники советовали Джигалазаде отправиться в Диярбекир или Алеппо, поскольку ещё ни один полководец никогда не подвергал себя риску перезимовки на границе. Джигалазаде проигнорировал совет, по словам Искандер-бека, «ни во что не ставя кызылбашскую армию». Его явная беззаботность и в самом деле могла отображать презрение к военным способностям Сефевидов, основанного на его опыте в качестве османского полководца, в 1588 покорившего Нихавенд. Однако Джигалазаде признавал значимость османских альянсов с курдскими эмирами приграничной области. Он вызвал их в Ван, «соблазняя их», по словам Печеви, «обещаниями и покровительством». «Он был», продолжает Печеви, «особенно заботлив по отношению к курдским бекам Диярбекира, и в особенности по отношению к Мир Шерефу, губернатору Джизре». Однако по замечанию Искандер-бека, курды всего лишь «следовали своему привычному, достойному порицания обычаю поддерживать обе стороны».
Безрассудство Джигалазаде в зимовке на границе, когда большинство его войск было распущено по домам, стало очевидным весной. В мае, осознав возможность, шах Аббас послал из Тебриза Аллахверди-хана для осады Вана, и Джигалазаде, по словам Искандер-бека, настолько пренебрёг «обычными военными мерами предосторожности», что узнал о сефевидском наступлении только когда войско находилось в одном дне пути от Вана. Искандер-бек продолжает: «В реальности, «Зульфикар-хан и его люди, находившиеся в сефевидском авангарде, взяли в плен несколько османских конюхов и захватили их коней, пасшихся на лугах вдоль дороги». Искандер-бек добавляет, что к Аллахверди-хану в этот момент присоединился курдский эмир Ширази султан Махмуди с некоторыми из своих родственников, но добавляет, что остальные эмиры «как всегда, медлили, и попросту послали гонцов к сефевидскому полководцу». В первой стычке за пределами крепостных стен Сефевиды вытеснили османские войска назад в окружавший крепость ров, взяв при этом пленников, включая высокопоставленного чиновника, мутеферрикабаши Хандан-агу. После того, как Аллахверди-хан осадил город, он получил весть о том, что Мехмед-паша ведёт подкрепления из Эрзурума в Ван, и послал своего полководца Гарчагай-бека на перехват этого войска. Отбытие Гарчагая вдохновило османов на вторую вылазку из крепости. Она также провалилась, и примерно в то же самое время Джигалазаде, узнал о победе Гарчагай-бека над Мехмед-пашой. В своём рассказе об обороне Вана Печеви ограничивается презрительным комментарием: «всё, на что сподобился командующий — пара выстрелов из крепости по кызылбашам».
Осознавая опасность своего положения, Джигалазаде покинул Ван на лодке и отправился в Адилджеваз, оставив командовать крепостью Шамс-бека. В Адилджевазе он реквизировал вьючных животных губернатора санджака Миршах-бека и направился в Хасанкале в окрестностях Эрзурума. Узнав об отбытии Джигалазаде, Аллахверди-хан отправился в Адилджеваз и Эрджиш, но узнав, что Джигалазаде уже ушёл, прекратил и преследование командующего, и осаду Вана, и вернулся к шаху в Хой. Унижения Джигалазаде не положили конец для шаха Аббаса угрозе османского вторжения. Османский полководец провёл период от своего прибытия в Хасанкале и  осенью 1605 года, собирая армию, которая включала контингенты Мир Шерефа и других курдских вождей, предположительно тех, кого он вызвал в Ван предыдущей зимой. В ноябре армия двинулась в путь, следуя через Тасудж в Тебриз. По словам Искандер-бека, полководец намеревался занять Ардебиль и провести зиму в Гызылагадже в окрестностях Ширвана.

## Ход битвы

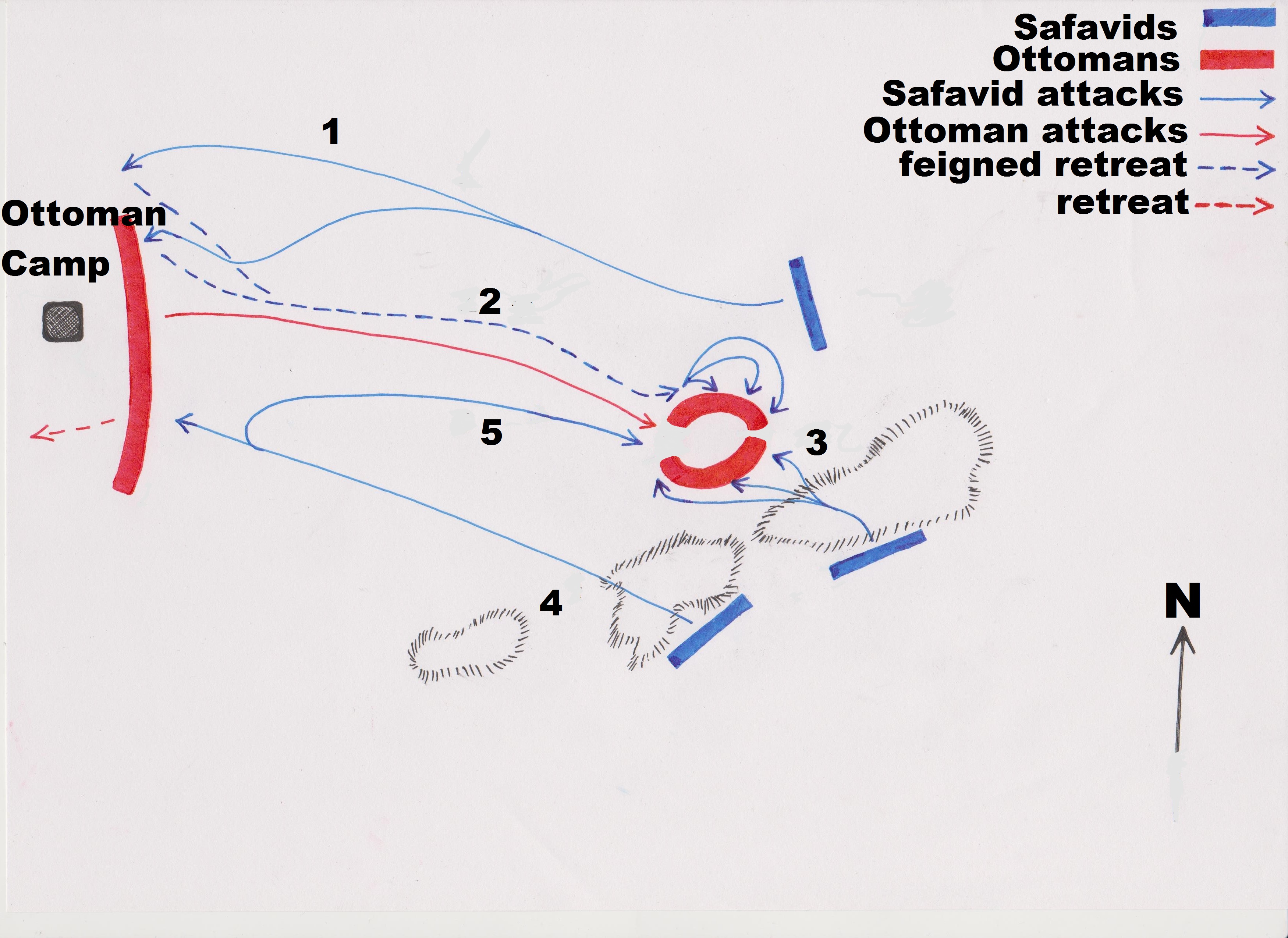
Схема битвы при Суфиане

Решающая битва в этой кампании состоялась 6 ноября 1605 года при Суфиане, в окрестностях Тебриза. В этой битве Аббас продемонстрировал свои выдающиеся таланты в качестве полководца. До битвы он не намеревался ставить всё на одно генеральное сражение, а планировал измотать врага ежедневными, но ограниченными столкновениями. Шах Аббас считал слишком рискованной лобовую атаку на армию Джигалазаде. Вместо этого он следовал за ней по горам, двигаясь параллельным маршрутом из Хоя в Меренд, наблюдая за османским наступлением, но оставаясь при этом максимально незаметным. Как и в прошлую осень, он следовал тактике шаха Тахмасиба, приказав губернатору Тебриза убрать всё население и все съестные припасы с линии наступления Османов. Его план, как пишет Искандер-бек «со слов близких к шаху офицеров», состоял не в нападении на Османов, а в изматывании армии истощением. Затем, если Джигалазаде осадил бы цитадель Тебриза, он планировал блокировать пути отступления Османов, и после того, как на осаждавших сказались бы зима и недостаток продовольствия, начать одновременную атаку из крепости и с тыла. Шах не намеревался вступать в сражение. Тем не менее, не дойдя до Суфиана, он, по словам Искандер-бека, выстроил свою армию в боевой порядок: сам находился в центре, авангард, левый и правый фланги под командованием различных военачальников, а Аллахверди-хан вёл отделённый от главной части армии эскадрон. Все командиры получили приказ действовать с крайней осторожностью. Когда 6 ноября 1605 года армии подошли вплотную друг к другу при Суфиане, Гарчагай-бек и его люди попали в поле зрения Османов, поскольку они достигли вершины возвышенности. Именно это, согласно Искандер-беку, послужило началом битвы. Помня о шахском приказе избегать крупного столкновения, Гарчагай-бек отступил из поля зрения, и Османы, приняв это за признак слабости, тут же начали атаку.
Османские версии также говорят о внезапном и неожиданном начале битвы. Печеви, и вслед за ним, Кятиб Челеби, сообщают, что когда османская армия сошла на равнину Тебриза, «ещё до того, как были разбиты палатки или обсуждена тактика», генерал-губернатор Эрзерума Кёсе Сафар-паша убедил других военачальников, «всего шестнадцать человек с титулом генерал-губернатора, и двадцать губернаторов санджаков…» отправиться на преследование шаха. Предположительно, именно появление Гарчагай-бек привело к этому действию. Кятиб Челеби изображает первоначальную атаку османов как приведшую отряд противника в замешательство и вытеснившую его назад в ряды шахских войск. Вероятно, рассказ Искандер-бека является более достоверным. В нём говорится, что атака османов создала замешательство в сефевидском авангарде, после чего шах, узнав о завязавшем сражении, отправил подкрепления. Решающим фактором, однако, стало то обстоятельство, что шах знал о том, что атакующие оторвались от своего лагеря: по словам Печеви, в этот момент он произнёс — «Вот он, наш шанс!». По словам Искандер-бека, он послал на атакующих Османов отряд для отвлекающего маневра с целью предотвращения прорыва в точке их атаки. Он рассчитывал вынудить османские войска прекратить атаку для того, чтобы помочь своим товарищам, но по мере продвижения они оказались атакованными со всех сторон. После того, как между лагерем и османской армией оказались свежие сефевидские отряды, очень немногим из участвовавших в атаке османов удалось вернуться назад. По сообщению Печеви, из военачальников сумели пробиться назад в лагерь только Мехмед-паша Текели, джелали Каракаш-паша и Мехмед-паша Каджар. Завязавший битву Кёсе Сафар-паша был захвачен в плен и казнён.

## Дальнейшие события
Поражение Османов в первый день битвы было серьёзным, но не тотальным. Джигалазаде послал в битву не все войска, осторожность удержала Сефевидов от атаки укреплённого лагеря, и губернатор Алеппо, Джанбуладоглу Хусейн, приближался с подкреплениями. Следующая фаза османского разгрома произошла ночью. По словам Печеви, «той ночью курдские беки пришли к бесстыжему командующему во время вечерней молитвы для обсуждения, чем всё это закончится, и попытались встретиться с ним. Однако. их не пропустили к нему, говоря, что вельможа отдыхает… Некоторые из пришедших туда начали говорить, что командующий сбежал, другие начали говорить всё, что им взбрело в голову. Каждый выдвигал своё предположение согласно своей фантазии». Столкнувшись с отказом Джигалазаде говорить с ними, курдские беки ушли вместе со своими отрядами. В завершение катастрофы, беглецы натолкнулись на Джанбуладоглу Хусейна «с более чем 12 000 войска» и Ризаэддин-хана Битлисского с несколькими тысячами курдских солдат. Услышав от курдских беков о разгроме османской армии Сефевидами, они также повернули назад. Несмотря на это, Джанбуладоглу Хусейн остался на месте для встречи с Джигалазаде по его возвращении.
Печеви приписывает дезертирство курдов исключительно отказу Джигалазаде встретиться с их беками, и даёт объяснение его поведению. «На самом деле», пишет он, «Джигалазаде был храбрым, опытным и очень способным воином, но имел пристрастие к «наслаждению». В этом случае он находился в состоянии расслабленного опьянения, и они не смогли его разбудить. Именно это привело к такому катастрофическому поражению. Однако по словам Искандер-бека, причиной дезертирства курдов было не только это. По его рассказу, на следующий после битвы день шах послал сообщение Мир Шерефу Битлисскому через одного из его слуг, взятого в плен. В нём он написал Мир Шерефу, что если тот не желает беды для себя и своих людей, то он должен или присоединиться к сефевидской армии, или уйти. Мир Шереф решил уйти, оставив свой багаж. Печеви также отмечает, что ушедшие курды оставили свои палатки. На следующий после битвы день Джигалазаде попытался поднять моральный дух оставшихся войск, «но», пишет Печеви, «не вышел за пределы лагеря, где простоял, прислушиваясь и всматриваясь в направлении противника. Он не увидел никакого движения с вражеской стороны». В рассказе Печеви заключительная часть поражения произошла после полудня, когда Мехмед-паша Каджар и его люди начали загружать одежду и провизию на своих коней, пытаясь скрыть это, спрятав коней в своих палатках. Затем, ближе к вечеру, кто-то прокричал: «Чего вы ждёте! Кызылбаши уже возле лагеря и захватили пушки!». Возможно, что это был ложный слух, но он привёл к всеобщему бегству. «Командующий», продолжает Печеви, «был оставлен в поле. Посадив янычаров, вместе с двумя тысячами капыкулу и уважаемых в войсках лиц на брошенных солдатами верблюдов, и оставив казну и лагерь как есть, он последовал за беглецами и поспешил в Ван». Печеви подчёркивает осторожность, с которой Сефевиды подошли к османскому лагерю после того, как они узнали о бегстве Османов: «опасаясь османской уловки, они пришли не сразу, а на следующий день, тщательно обыскивая все стороны». В противоположность ему, согласно Искандер-беку, сефевидский грабёж начался в полночь, как только стало известно о бегстве Османов. По словам летописца, «дошедшие вглубь османского лагеря сообщили, что они обнаружили палатки, всё ещё покрытые коврами, нетронутые сундуки с казной, лежащих перед палатками верблюдов и коней в конюшнях».

## Итоги
После победы шах Аббас, освободив Тебриз и весь Азербайджан, продолжил наступление против Османов в Закавказье, освобождая один за другим все города. Османский летописец Ибрахим Печеви завершает свой рассказ о победе шаха Аббаса над османской армией в битве при Суфиане в 1605 году следующими словами: 
«Вкратце, это было такое позорное поражение, которого Османская империя не видела в своей истории. Да убережёт Всевышний от его повторения! Аминь».
Столкнувшись с этой катастрофой, Османы задействовали очень необычный канал для того, чтобы попытаться убедить шаха заключить мир. Мать султана, салтана решила найти выход на шаха через его тётю, Зейнаб-бейим. В качестве посредника она выбрала другую женщину, Гюльсару, жену удерживаемого в заключении в Стамбуле грузинского царя — пообещав той, что если её миссия завершится успехом, то её муж будет освобождён. Салтана написала Зейнаб бегюм письмо, в котором просила её использовать свое влияние на шаха для того, чтобы остановить войну, которая нанесла столько ущерба мусульманам, которые не должны воевать друг с другом. Получив письмо от Гюльсары, Зейнаб бегюм пообещала сделать всё, что в её силах, и показала его шаху. Но ответ, посланный шахом обратно, был бескомпромиссным: он согласится сложить оружие только в том случае, если, как он выразился, ему будут возвращены все земли, по которым ступала нога коня шаха Исмаила. Османы не могли согласится на подобные уступки.

## Значение
Победа шаха Аббаса при Суфиане имела важные последствия. Поражение Османов гарантировало, что завоёванные земли останутся во владении Сефевидов, и дало шаху возможность к 1607 году отвоевать остальные завоёванные Османами в войне 1578—1590 годов территории. Для Османов война породила дальнейшую катастрофу. Когда Джигалазаде Синан-паша по своём возвращении из Суфиана встретился с Джанбуладоглу Хусейном в Ване, он казнил его из-за неприсоединения к походу. Его смерть послужила предлогом к мятежу его племянника Джанбуладоглу Али Алеппскому — мятежу, который, одно время, возвещал о распаде империи.
Для Османов битва при Суфиане была гораздо большей катастрофой чем всё, что с ними произошло в Венгрии, где начавшаяся в 1593 году война обнажила военные недостатки османов перед лицом нового европейского вооружения и тактики. Однако ничто не говорит о том, что Сефевиды обладали общим преимуществом в вооружении или в методе ведения боевых действий ни в битве при Суфиане, ни в других османо-сефевидских сражениях начиная с 1603 года. Крайняя осторожность Аббаса в ходе кампании говорит о том, что он сомневался в своей способности разбить полновесную османскую армию. В ходе наступления Джигалазаде за Эриваном в 1604 году и его марше на Суфиан в последующем году Аббас применил ту же тактику, что и его предок шах Тахмасиб: он оставался вне поля зрения, преследуя армию Джигалазаде и лишая его снабжения. Он не хотел ввязываться в полномасштабное сражение. Сама битва, судя по всем описаниям, была главным образом кавалерийским сражением, поддержанным огнём аркебуз — видом ведения боевых действий, с которым Османы были прекрасно знакомы. И Печеви, и Искандер-бек также подчёркивают крайнюю осторожность Аббаса после его победы на поле боя, в приближении к османскому лагерю, «защищённому пушечными повозками и аркебузирами». Если только она не была попросту продиктована опасением Аббаса приближения контингента Джанбуладоглу, эта осторожность указывает на то, что сефевидская полевая артиллерия или не существовала, или была слишком слаба для взятия лагеря.
Победа не была продуктом превосходящего сефевидского вооружения или нового метода ведения боя. Для Искандер-бека причиной победы — помимо божественного расположения — был гений шаха. С другой стороны, Печеви относит разгром Османов практически исключительно на счёт недостатков Джигалазаде Синан-паши как командующего и выстраивает свой рассказ на основании своего суждения. Печеви не восхваляет шаха напрямую. Однако, он делает это косвенно, приписывая ему незамедлительное использование возможности, предоставленной отделением атакующих османских войск от лагеря.